# EAT&RUN
『EAT&RUN』（イート・アンド・ラン）は、2001年製作の日本映画である。監督は和田卓也 、助監督は白石和彌。

## 概要
ラジオ大阪1314 V-STATION内の番組「ゆる蔵、うれしいね。」の一コーナー「映画を作ろう!目指せハリウッド」から始まった企画で、「食い逃げ」（この企画内では『喰逃』と表記されること多数）をテーマにした映画。また、同番組内で映画の過去を描くラジオドラマも放送された。
一般には公開されず、大阪・高槻現代劇場と、東京・五反田ゆうぽうと大ホールにて一日ずつ公開された。さらに、一部のUHFのテレビ局でも放送された。
朝日新聞のコラム、「ラジオアングル」で、ラジオ界における「画期的な出来事」として取り上げられた。ちなみにこのコラムには野川さくらと千葉紗子の「こすぷれCOMPLEX さくらと紗子の着替えるラジオ」も取り上げられた事がある。
映画制作費を集める為に、グッズ販売も兼ねて一枚5000円の「男気チケット」を2001年12月31日～2002年1月1日にかけて生駒山上遊園地で行われた「今年もやるぞ！いこまの陣」と東京のイベントで販売し、それの購入者の名前を映画のエンドロールに「この映画に男気を見せて下さった方」という形で記載するという企画を行った。しかし、購入したにもかかわらず記載漏れになってしまった購入者も発生した。
また、ファンクラブサイト 「Vメイツ」に登録されたリスナーは、この映画でエキストラとしての出演権が与えられたが、写真での出演となった。（Vメイツについてはこちらも参照）

## ストーリー
「不味けりゃ逃げろ」をテーマにしたグルメのためのホームページ「EAT&RUN」の投稿者であり、全国各地で食い逃げを繰り返してきたスリルジャンキーこと、ユウコとリカコは、遂に食の本場である大阪へとやって来た。
一方、大阪府警の小口は、全国で多発する中国マフィアによる拳銃密輸事件が、「EAT&RUN」の食い逃げを隠れ蓑にしたものだと睨んでいた。
警官・増田巡査に追いかけられながらも、なんとかお好み焼き屋での食い逃げを果たしたユウコとリカコは、次のターゲットであるイタリア料理店へ赴き、しばしの間、その味に舌鼓を打つが、リカコのミスから武装した拳銃密輸犯の人質となってしまう……!
店内には、刃物マニアのシェフ、占い好きのウェイトレス、天然ボケの花屋の店員、売れないフリーのアナウンサーとプロデューサー。そして、ここぞとばかりに現場の実況中継を始めるラジオ大阪。こんな中、果たして二人は無事、「喰逃」を成功させる事ができるのか!?

## キャスト
- ユウコ：宮村優子
- リカコ：愛河里花子
- 黒川：岩田光央
- 黒田：藤田健次郎
- 増田巡査：岩田光央
- 小口警視：関智一
- 山本婦警：能登麻美子
- シェフ・鈴木雅弓：飯塚雅弓
- ウェイトレス・富田千尋：石坂千尋
- 田代：豊嶋真千子
- 兼田：五代高之
- 花屋のマリ：國府田マリ子
- 光岡マキ：小桜エツ子
- 那須：伊藤英敏
- 佐藤：森久保祥太郎
- AD・田中：千葉紗子

## 「EAT&RUN」後のVステ
概ね好評ではあった「EAT&RUN」だが、その後、次回作がつくられることなく「ゆる蔵、うれしいね。」は終了することとなった。また、それからVステの番組が大幅に改編され、「EAT&RUN」の出演者のほとんどは、2006年4月の改編時点ではVステから姿を消すことになった。これは、Vステが従来の、男性を中心にターゲットに据えた番組編成から、女性をターゲットに据えた番組構成へと移行した為とも考えられる。2009年5月現在、「EAT&RAN」出演者でかつ今でもVステパーソナリティなのは岩田光央と森久保祥太郎である。（ただし森久保は「EAT&RUN」公開後にVステパーソナリティに入ったため、公開前から継続してVステパーソナリティであるのは岩田のみ）